# Colastes abnormis
Colastes abnormis är en stekelart som först beskrevs av Wesmael 1838.  Colastes abnormis ingår i släktet Colastes och familjen bracksteklar. Arten är reproducerande i Sverige. Inga underarter finns listade i Catalogue of Life.